# Peltastes
Peltastes là chi thực vật có hoa trong họ Apocynaceae.